# 键三角
键三角，又称van Arkel-Ketelaar图或van Arkel-Ketelaar三角。键三角通过二元化合物（或单质）的电负性来确定该物质离子键、共价键和金属键的成分。键三角的横、纵坐标分别是两种元素的电负性和、差。三个顶点分别代表着离子键、共价键、金属键。
三角表明物质的键型通常不是单一的，而是多种键型混杂。

## 键三角的发展史

### 早期非定量键三角
很久以前化学家们就认识到化学键可以分为三种典型类型：离子键、共价键和金属键。

#### 1928年Grimm图
1928年Grimm将二元化合物按照阴阳离子的族序数列出下表。横坐标为阳离子的族序数，纵坐标为阴离子的族序数。
表中划分了四个区域，分别代表不同类型的化合物或单质。
A = Atommoleküle (molecular)，为分子型化物质。
D = Diamantartige Stoffe (diamond like)，为类金刚石物质。
M = Metalle (metal)，为金属型物质。
S = Salze (salt)，为盐型化合物

#### 1935年Fernelius和Robey的键三角
该图列的三个顶点分别代表化合物或单质的三种典型键型：金属、共价和离子，以及说明了典型键型之间有过渡物质。

#### 1941年van Arkel的键三角
van Arkel将键三角的边上也填入物质。

#### 1947年Ketelaar的键三角
van Arkel的键三角被Ketelaar改进。

#### 1985年Jolly的键三角
键三角内部和边界上的化合物可以有不同的选择。William Jolly根据自己选择的物质给出了一个新的键三角。

### 定量键三角

#### 1994年Sproul的键三角
1994年Sproul给出了同样使用构造能CE作为坐标的键三角，并且给出了键型的边界。

#### 1995年Jensen的定量键三角
Willam Jensen在他1995年中的论文中回顾了键三角，同时介绍了一种横纵坐标皆使用Martynov & Batsanov 电负性作为参数的键三角。横坐标为两元素电负性的平均值，纵坐标为电负性之差的绝对值。
另一种Jensen三角则使用了Pauling电负性。

#### 2005年Meek和Garner的键三角
该图像给出了边界的划分，并且给以理论依据，同时也对边界上的物质给以性质区分。

## 键三角中键型边界的划分

### 早期直线边界
Allen和Sproul都认为键三角键型的边界可以用直线表示。Sproul给出了定量的边界：
共价-离子边界：χav=0.5Δχ+1.60
金属-非金属边界：χav=-0.5Δχ+2.28
由于共价-离子边界正好位于所有含铝化合物连线的下方，金属-非金属边界位于所有含磷化合物连线和含氢化合物连线的下方，可以得到以下结论：
- 所有电负性大于Al的元素都不能显阳离子性。但Hg, Ga, In, Tl, Sn和Pb在某些化合物中显阳离子性。
- 所有电负性小于等于铝的元素，与电负性大于等于磷的元素形成的物质显离子型。
- 电负性小于氢的元素不会显阴离子性。
- 电负性小于氢的两种元素显金属性，但有时为准金属或半导体。

但键三角仍然存在诸多局限：
- 无理论支撑边界的划分。
- 对于边界上的混合键型难以区分（Allen建议在低电负性差、中等平均电负性的区域，引入“准金属”三角形区域）
- 键型区域的边界不应成尖形。
- 无法给出不同价态的区别（如PbCl2和PbCl4）。
- 无法给出同一物质不同物态的区别（如固态和气态的PCl5）

### 改进后的边界

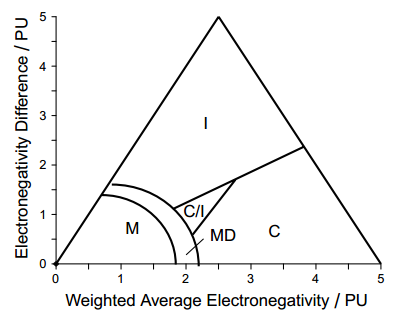
改进后的键三角

#### 共价-离子边界
判断化合物离子或是共价性质的依据是局部电荷。
对于双原子分子AB的单键，Wilmshrust提出A原子上的局部电荷qA可以表示为：
{\displaystyle q_{A}={\frac {\chi _{B}-\chi _{A}}{\chi _{B}+\chi _{A}}}}
因此：
{\displaystyle q_{A}={\frac {\Delta \chi }{2\chi _{av}}}}
其中和分别代表A、B原子的电负性。
至少有其余4个公式可以等价地推出上述结论。Smith使用了电负性平衡的方法：
{\displaystyle q_{A}={\frac {\chi -\chi _{A}}{\chi _{A}}}}
其中，
{\displaystyle \chi ={\frac {2\chi _{A}\chi _{B}}{\chi _{A}+\chi _{B}}}}
可以导出：
{\displaystyle q_{A}={\frac {\chi }{\chi _{A}}}-1=({\frac {2\chi _{A}\chi _{B}}{\chi _{A}+\chi _{B}}})({\frac {1}{\chi _{A}}})-1={\frac {\chi _{B}-\chi _{A}}{\chi _{B}+\chi _{A}}}={\frac {\Delta \chi }{2\chi _{av}}}}
该公式表明，带有相同局部电荷qA的化合物具有相同的Δχ:χav值，因此所有离子-共价性相同的物质排列在一条过原点，斜率为2q的直线上。
但是该方法并只考虑了单键，没有考虑到键级。

#### 金属-非金属边界
衡量金属性的重要参数是能带间隙Eg，因为导电性与exp(-Eg/kT)成正比。具有较小Eg的物质为金属导体，具有较大Eg的物质则为绝缘体。
具有相近平均电负性的物质，能隙随着电负性之差的增大而增大；电负性之差相近时，能隙随着平均电负性的增大而增大。
Phillips和van Vechten提出，对于具有八电子结构的晶体，每个单元AB具有的能隙可以由如下公式计算：
Eg2=Ei2+Ec2。
其中Ei、Ec分别代表能隙的离子贡献和共建贡献。
Adam用他的公式重新定义了这种联系：
Eg2=Eh2+C2
其中C为电荷转移能，与Δχ成正比；Eh2代表同极能量间隙，被定义为价带到导带的能量间隙。Eh2是原子间相互作用的一种度量，因此与平均电负性χav有关。
根据此公式，具有相同能带间隙的物质会排布在曲线：c1Δχ2+c2χav2=k上，若Δχ和χav对于能带间隙具有相同的贡献，曲线将是圆的一段弧；若不是，则曲线将是椭圆的一段弧。

### 针对多原子分子的改进
键三角的一个异常之处是：由相同两种元素组成的化合物，即便价态不同，仍然在键三角中具有相同的位置。 例如：Ti(IV)的卤化物主要为共价性，但Ti(II)主要为离子型。
这是由于对于多原子分子相比双原子分子，局部电荷qA与Δχ、χav的关系更加复杂。
对于多原子分子来说，使用平均电负性χav作为标度不再合适，因此对多原子分子AmBn，需要定义一个新的平均电负性（χav）w，即为加权平均电负性：
{\displaystyle (\chi _{av})_{w}={\frac {m\chi _{A}+n\chi _{B}}{m+n}}}
使用加权平均电负性后，
{\displaystyle {\frac {\Delta \chi }{(\chi _{av})_{w}}}={\frac {(m+n)\Delta \chi }{m\chi _{A}+n\chi _{B}}}}
其中斜率Δχ:（χav）w不再严格地与原子所带电荷相关。A原子上所带电荷由下列公式给出：
{\displaystyle q_{A}={\frac {\Delta \chi }{({\frac {2n-1}{n}})\chi _{A}+\chi _{B}}}}
使用加权平均电负性后，同样两种元素不同价态的物质将显示出区别，如：PbF4和PbF2的（χav）w分别为3.73和3.41个鲍林单位。